# Luminile orașului
Luminile orașului (titlu original în engleză City Lights) este un film american mut alb-negru din 1931 de comedie romantică scris, produs și regizat de Charlie Chaplin, care interpretează și un rol principal. A apărut înainte de impunerea Codului Hays de producție a filmelor. Prezintă aventurile micului vagabond Charlie care se îndrăgostește de o fată nevăzătoare (Virginia Cherrill) și începe o prietenie turbulentă cu un milionar alcoolic (Harry Myers).
În perioada în care Chaplin a început să lucreze la scenariu în 1928, exista tehnologia producerii filmelor cu sunet, dar Chaplin a decis să continue să lucreze cu producții fără sunet. Filmările au început în decembrie 1928 și s-au încheiat în septembrie 1930. Acesta este primul film al lui Chaplin în care a compus coloana sonoră pentru una dintre producțiile sale. Coloana sonoră a fost creată în șase săptămâni împreună cu compozitorul Arthur Johnston. Tema principală, folosită ca laitmotiv pentru fata nevăzătoare cu flori, este piesa „La Violetera” („Who’ll Buy my Violets”) a compozitorului spaniol José Padilla. Chaplin a pierdut un proces cu Padilla pentru că nu i-a trecut numele pe generic.
Filmul Luminile orașului a avut succes imediat după lansarea sa pe 30 ianuarie 1931, cu recenzii pozitive și încasări de 5 milioane de dolari americani. Astăzi, mulți critici consideră filmul nu doar cea mai bună realizare a carierei lui Chaplin, dar și unul dintre cele mai bune filme realizate vreodată. În 1991, Biblioteca Congresului a selectat filmul Luminile orașului pentru păstrarea sa în Registrul Național de Film al Statelor Unite ca fiind „cultural, istoric sau semnificativ din punct de vedere estetic”. În 2007, Institutul American de Film l-a plasat pe locul 11 în lista celor mai bune filme americane realizate vreodată. În 1949, criticul James Agee a caracterizat scena finală a filmului ca fiind „cea mai bine jucată scenă care a fost văzută vreodată într-un film”.

## Prezentare

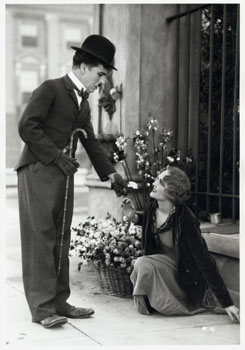
Vagabondul Charlie și fata nevăzătoare cu florile

Cetățeni și demnitari ai orașului s-au adunat pentru dezvelirea unui nou monument al „Păcii și prosperității”. După mai multe discursuri, vălul este dat la o parte și toată lumea îl vede pe Micul vagabond în poala uneia dintre figurile sculptate unde a adormit. După câteva momente de slapstick, el reușește să scape de mânia adunării pentru a se plimba prin oraș. El mustră doi băieți care vindeau ziare deoarece aceștia i-au luat bastonul. Apoi, în timp ce admiră o statuie nudă expusă într-o vitrină, are o întâlnire aproape fatală cu un ascensor din trotuar.
Vagabondul întâlnește o fată frumoasă care vinde flori la un colț de stradă și în timp ce cumpără o floare de la aceasta își dă seama că ea este nevăzătoare. El se îndrăgostește instantaneu de fată. Un automobil oprește în apropiere și fata crede că cel care a cumpărat flori de la ea este proprietarul bogat al unui automobil cu șofer.
În seara aceea, Micul vagabond salvează un milionar beat de la sinucidere. Prin urmare, milionarul îl consideră pe acesta cel mai bun prieten al său și îl duce acasă la conacul său pentru a bea împreună șampanie. Apoi (după o altă încercare de sinucidere întreruptă) ies împreună pentru a-și petrece noaptea în oraș. După ce l-a ajutat pe milionar să ajungă acasă a doua zi dimineața, el o observă pe fata cu flori la un colț de stradă. Micul vagabond primește niște bani de la milionar și se duce la fată. El îi cumpără toate florile și o duce acasă cu automobilul milionarului.
După ce vagabondul a plecat, fata cu flori îi spune bunicii (Florence Lee) despre prietenul ei bun și bogat. Între timp, vagabondul se întoarce la conac, dar milionarul este treaz și nu își amintește de el. Milionarul dă poruncă valetului să-l arunce afară din casă. Mai târziu, în acea zi, milionarul este din nou în stare de ebrietate și, văzându-l pe Micul vagabond pe stradă, îl invită acasă pentru o petrecere generoasă. Dar istoria se repetă în următoarea dimineață: milionarul este din nou treaz și Micul vagabond este din nou gonit din casă.
După ce observă că fata nu se află la locul ei obișnuit, Micul vagabond merge către apartamentul ei, unde aude un medic. Acesta îi spune bunicii că fata este foarte bolnavă: „Are febră și are nevoie de o îngrijire deosebită”. Hotărât s-o ajute, Micul vagabond se angajează ca măturător de străzi.
În pauza sa de prânz, aduce alimente fetei în timp ce bunica vinde flori. Pentru a-i ridica moralul, îi citește dintr-un ziar cu voce tare; este un reportaj despre vindecarea orbirii de către un medic din Viena. „Minunat, atunci voi fi în stare să vă văd”, a spus ea, dar micul vagabond este preocupat de ceea ce se poate întâmpla dacă ea va putea vedea din nou și va descoperi că nu este omul bogat pe care ea și-l imaginează. El găsește și notificarea de evacuare a bunicii fetei pentru neplata chiriei. În timp ce pleacă, promite fetei că le va plăti chiria.

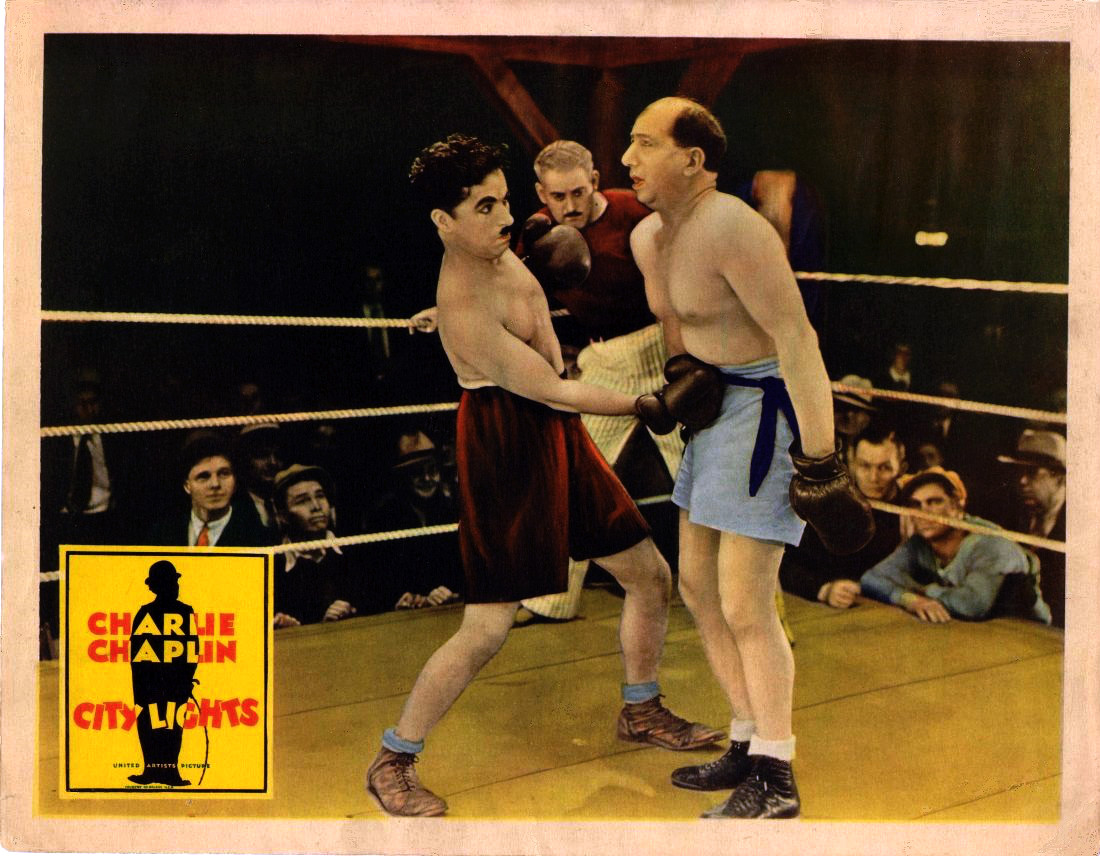
Scena meciului de box. Inițial Micul vagabond a acceptat să lupte deoarece a presupus că era un meci aranjat, dar cel cu care trebuia să se lupte a fugit pentru a nu fi arestat.

Micul vagabond se întoarce la muncă unde este concediat deoarece a întârziat de prea multe ori. Un boxer îl convine să lupte într-un meci aranjat; se vor preface că se luptă între ei și vor împărți câștigurile. După ce boxerul dispare fiind pe punctul de a fi arestat, acesta este înlocuit de un luptător care nu știe nimic de înțelegere și vrea să ia el tot câștigul. În ciuda eforturilor Micului vagabond de a evita lupta, este făcut Knockout până la urmă.
Micul vagabond întâlnește milionarul bețiv pentru a treia oară și este din nou invitat la conac. Acesta îi spune despre situația fetei și milionarul îi dă bani pentru operația acesteia. Doi hoți intră în casă și îl lovesc în cap pe milionar după care fug cu restul banilor lui. Poliția îl găsește pe Micul vagabond cu banii pe care i-a dat milionarul. Acesta, din cauza loviturii în cap, nu-și amintește că i-ar fi dat banii. Micul vagabond fuge de poliție și-i dă banii fetei, spunându-i că va fi plecat pentru o vreme. Apoi este prins și întemnițat.
După câteva luni, Micul vagabond este eliberat. Se duce la colțul străzii unde fata obișnuia să vândă flori, dar ea nu mai este acolo. Apoi descoperă că fata are un magazin de flori împreună cu bunica ei, o afacere de succes. Dar ea nu a uitat de binefăcătorul ei misterios, pe care și-l imaginează bogat și frumos: când un om elegant intră în magazin se întreabă pentru o clipă dacă nu cumva s-a întors „el”.
Micul vagabond trece din întâmplare pe lângă magazin, unde fata aranjează flori la fereastră. El se apleacă pentru a recupera o floare căzută în jgheab. După o scurtă luptă cu vechii lui adversari, băieții cu ziarele, se întoarce spre fereastra magazinului prin care vede pentru un scurt moment fata, care îl privea fără să știe cine este. La vederea ei se pierde cu firea pentru câteva secunde, apoi zâmbește larg. Fata este flatată și chicotește cu angajatul ei: „Am făcut o cucerire!” Prin pantomimă, prin vitrină, ea îi oferă amabilă o floare proaspătă și o monedă.
Dintr-o dată jenat, Micul vagabond începe să se încurce, dar fata se îndreaptă spre ușa magazinului și-i oferă din nou floarea, pe care el o acceptă cu timiditate. Ea îi ia mâna și îi pune moneda în ea, dar brusc se oprește; zâmbetul ei se transformă într-o privire de neînțeles. Se plimbă cu degetele de-a lungul brațului, umărului și buzunarelor lui, apoi își ține respirația: „Tu?” Micul vagabond dă din cap un zâmbet nesigur și o întreabă: „Poți vedea acum?” Fata răspunde: „Da, pot să văd acum” și își retrage mâna la inima ei. Incertitudinea de pe fața Micului vagabond se transformă în bucurie, pe măsură ce filmul se estompează în negru.

## Distribuție
- Virginia Cherrill ca o fată nevăzătoare și săracă care trăiește împreună cu bunica ei. Vinde flori pe stradă pentru a supraviețui. Întâlnirea cu Micul vagabond se bazează pe o neînțelegere (ea crede că el este bogat), dar se va întoarce în avantajul său.
- Florence Lee ca bunica fetei nevăzătoare care are grijă de aceasta.
- Harry Myers ca un milionar excentric. Acesta vrea să se sinucidă dar este salvat de Micul vagabond cu care se împrietenește când este beat. Când este treaz nu-l recunoaște pe Micul vagabond. Inițial a fost ales actorul Henry Clive pentru acest rol, dar a fost concediat deoarece într-o scenă nu a vrut să intre în apa rece.
- Al Ernest Garcia ca majordomul milionarului (menționat ca Allan Garcia). Acesta are un comportament ireproșabil și este perfect conștient de personalitatea dublă a stăpânului său. Nu-i place de Micul vagabond față de care are o atitudine condescendentă.
- Hank Mann ca boxerul cu care se luptă Micul vagabond în ring. Acesta nu știe de înțelegerea anterioară a Micului vagabond și luptă din răsputeri în timpul meciului de box.
- Charlie Chaplin ca Micul vagabond. Este personajul central al filmului, împrejurările îl fac iubitul unei fete oarbe, care nu are bani. El devine prietenul unui milionar care recunoaște această prietenie numai în stare de beție, când este treaz îl dă afară din casa sa.

Nemenționați
- Robert Parrish ca băiatul care vinde ziare
- Henry Bergman ca primarul orașului și ca vecinul de la parter al fetei oarbe
- Albert Austin ca măturător de stradă/spărgător (ultimul său rol de film)
- Jean Harlow a jucat în scena clubului de noapte (secvențe șterse)
- Charles Lederer a jucat în scena cu grătarul (secvențe șterse)

## Producție

### Pre-producție

Fata oarbă îi oferă o floare Micului vagabond.

Filmul lui Chaplin, Circul (The Circus), lansat în 1928, a fost ultimul său film înainte ca industria de film să treacă la înregistrarea cu sunet și să marcheze astfel finalul epocii filmului mut. Fiind propriul producător și distribuitor (co-proprietar al United Artists), Chaplin a fost capabil să conceapă Luminile orașului ca un film mut. Din punct de vedere tehnic, filmul a fost un crossover, deoarece coloana sa sonoră se sincroniza cu muzica, cu efectele sonore și cu unele sunete neinteligibile care mimau discursurile ținute la dezvelirea monumentului. Dialogurile filmului apar ca inter-titluri. Chaplin a fost contactat inițial de către inventatorul Eugene Augustin Lauste în 1918 în legătură cu realizarea unui film sonor, dar el nu a ajuns niciodată la o întâlnire cu Lauste. Chaplin a respins ideea filmelor vorbite și a spus unui reporter că le dă „[maxim] trei ani, doar atât.” El era preocupat și de modul de adaptare a Micului vagabond la filmele cu sunet.
Pentru un sub-scenariu, Chaplin a dorit prima dată să folosească un personaj cât mai jos pe scara socială, un băiat de culoare care vinde ziare. În cele din urmă, a optat pentru un milionar beat, un personaj folosit anterior în scurtmetrajul din 1921, Trântorii (The Class Idle). Scenariul cu milionarul s-a bazat pe o idee mai veche pe care Chaplin o avea pentru un scurtmetraj în care doi milionari îl iau cu ei pe micul vagabond din gunoaiele orașului și îl duc prin cluburi scumpe înainte de a-l lăsa înapoi de unde l-au luat, astfel încât atunci când s-ar fi trezit, micul vagabond nu ar fi știut dacă totul a fost vis sau realitate. Acest scenariu a fost rescris și în loc de doi milionari a rămas unul singur care este prieten cu micul vagabond când este beat, dar nu îl recunoaște când este treaz și sobru.
Chaplin a început în mod oficial pre-producția filmului în mai 1928 și l-a angajat pe directorul de artă australiano-american Henry Clive ca să proiecteze decorurile în vara anului 1928. Chaplin l-a distribuit eventual pe Clive în rolul milionarului. Deși filmul a fost inițial stabilit în Paris, decorurile au fost inspirate de un amestec de mai multe orașe. Robert Sherwood a spus că „este un oraș ciudat, cu asemănări confuze cu Londra, Los Angeles, Napoli, Paris, Tanger și Council Bluffs. Nu este niciun oraș de pe pământ și este de fapt toate orașele”.
La 28 august 1928, mama lui Chaplin, Hannah Chaplin, a murit la vârsta de 63 de ani. Chaplin a fost îndoliat câteva săptămâni, iar pre-producția a fost reluată abia la mijlocul toamnei anului 1928. Psihologul Stephen Weissman a emis ipoteza că filmul Luminile orașului este extrem de autobiografic, fata oarbă reprezentând-o pe mama lui Chaplin, în timp ce milionarul bețiv este tatăl lui Chaplin. În plus, Weissman a comparat multe dintre decorurile filmului cu locuri din copilăria reală a lui Chaplin, cum ar fi monumentul din scena de deschidere asemănătoare cu Biserica Sf. Marcu aflată pe Kennington Park Rd., iar scena cu Chaplin pe malul apei ca o referință la clădirea londoneză Thames Embankment.
Chaplin a intervievat mai multe actrițe pentru a o juca pe fata oarbă, dar nu a fost impresionat de nici una. În timpul vizionării unui film cu femei care fac baie pe plaja din Santa Monica, a dat din întâmplare peste Virginia Cherrill. Cherrill l-a salutat și l-a întrebat dacă i se poate oferi șansa să lucreze cu el. După o serie de audiții neconvingătoare ale altor actrițe, Chaplin a invitat-o în cele din urmă să dea o probă. Ea a fost prima actriță care a jucat în mod subtil și convingător rolul oarbei în fața aparatului de înregistrat din cauza miopiei sale, prin urmare Cherrill a semnat un contract la 1 noiembrie 1928.

### Filmările principale
Filmările la Luminile orașului au început oficial la 27 decembrie 1928, după ce Chaplin și Carr au lucrat la scenariu aproape un an întreg. Pe platourile de filmare, Chaplin a fost remarcat pentru că a făcut mult mai multe duble decât toți ceilalți regizori din aceea perioadă. Producția a început cu prima scenă de la standul de flori, unde Micul vagabond o întâlnește pentru prima dată pe fata oarbă cu flori. Scena a durat câteva săptămâni pentru a fi filmată, iar Chaplin a început sa aibă dubii privind distribuția actriței Cherrill în film. Câțiva ani mai târziu, Cherrill a spus: „Nu mi-a plăcut niciodată de Charlie și el nu m-a plăcut niciodată”. În autobiografia sa, Chaplin și-a asumat responsabilitatea pentru tensiunile dintre cei doi, dând vina pe stres. „Am lucrat cu o stare nevrotică datorată dorinței mele de a găsi perfecțiunea”, și-a amintit el. Filmarea scenei a continuat până în februarie 1929 și din nou timp de zece zile la începutul lunii aprilie, până când Chaplin s-a hotărât să lase această scena deoparte pentru a fi filmată mai târziu. Apoi a filmat scena de deschidere cu Micul vagabond care se trezește pe o statuie publică recent dezvăluită. Această scenă a implicat peste 380 de figuranți și a fost deosebit de stresantă pentru Chaplin pentru a o filma. În timpul acestor filmări, construcția decorurilor a fost mutată la studiourile Chaplin, deoarece conducerea orașului Los Angeles a decis să extindă bulevardul La Brea și Chaplin a fost forțat să mute mai multe clădiri din drum.
Chaplin a turnat apoi secvența în care micul vagabond îl întâlnește pentru prima oară pe milionar și îl împiedică să se sinucidă. În timpul filmării, Henry Clive a decis brusc că nu vrea să sară în rezervorul cu apă rece din scenă. Chaplin a reacționat imediat, a ieșit foarte nervos din platoul de filmare și l-a concediat pe Clive. A fost rapid înlocuit cu Harry Myers, pe care Chaplin îl cunoștea de când acesta avea contract cu studiourile Keystone. Chaplin a terminat filmarea secvenței la 29 iulie 1929, cu exterioare la Podul Pasadena. Chaplin a turnat apoi o secvență care a fost în cele din urmă tăiată din film. În scena ștearsă Micul vagabond încerca să recupereze un băț blocat într-un grătar; în această scena a mai jucat tânărul Charles Lederer; Chaplin a lăudat scena mai târziu, dar a insistat că a trebuit să fie tăiată. Apoi a continuat să filmeze scenele cu milionarul până în 29 septembrie 1929.
În noiembrie, Chaplin a început să lucreze din nou cu Cherrill în unele dintre scenele mai puțin dramatice cu fata cu flori. În timp ce aștepta de câteva luni să joace în scenele ei, Cherrill s-a plictisit și s-a plâns lui Chaplin de acest lucru. În timpul filmării unei scene, Cherrill l-a întrebat pe Chaplin dacă ar putea pleca mai devreme deoarece are o programare la coafor. Chaplin a concediat-o imediat pe Virginia Cherrill și a înlocuit-o cu Georgia Hale, co-vedeta filmului Goana după aur. Chiar dacă lui Chaplin i-a plăcut de aceasta la probele de filmare și-a dat seama că a filmat deja prea multe scene cu fata cu flori și nu a mai dorit să le refacă cu o altă actriță. Chaplin a luat-o în calcul și pe actrița de șaisprezece ani Violet Krauth, dar nu a discutat despre această idee cu asociații săi. În cele din urmă, Chaplin a reangajat-o pe Cherrill pentru a termina filmul Luminile orașului. Ea a cerut și a obținut o majorare de 75 de dolari pe săptămână. Aproximativ șapte minute din filmările cu Hale au supraviețuit și au fost incluse pe versiunea DVD; extrase din acestea au fost văzute pentru prima dată în documentarul britanic Necunoscutul Chaplin (Unknown Chaplin, 1983) împreună cu o secvență nefolosită de la începutul filmului.
Chaplin a distribuit-o apoi pe Florence Lee ca bunica fetei oarbe și a filmat scene cu Cherrill și Lee timp de cinci săptămâni. La sfârșitul anului 1929, Chaplin a filmat din nou cu Cherrill prima scenă cu fata cu flori. De data aceasta, scena a fost terminată în șase zile, iar Chaplin a fost mulțumit de interpretarea actriței Cherrill. În acel moment, Chaplin avea deja un an de când începuse filmările și avea puțin peste jumătate din film terminat. Din martie în aprilie 1930, Chaplin a turnat scenele interioare cu casa milionarului în Town House de pe bulevardul Wilshire. I-a angajat pentru rolurile celor doi spărgători pe Joe Van Meter și Albert Austin, pe care îi cunoștea de când a lucrat cu impresarul Fred Karno. La sfârșitul primăverii lui 1930, Chaplin a turnat ultima scenă importantă de comedie: meciul de box. Chaplin l-a angajat pe actorul de la studiourile Keystone, Hank Mann, pentru a interpreta adversarul micului vagabond în ring. A fost nevoie de 100 de figuranți pentru această scenă și lui Chaplin i-au trebuit patru zile pentru a repeta și șase zile pentru a filma scena (între 23 și 30 iunie). Chaplin a fost inițial nervos datorită prezenței atâtor oameni în această scenă, așa că i-a invitat pe prietenii săi să facă figurație. Peste 100 de figuranți au fost prezenți. Interpretarea lui Chaplin în această scenă a fost atât de plină de umor încât numeroși oameni au venit zilnic pentru a fi angajați ca figuranți.
În șase săptămâni din iulie și august Chaplin a terminat câteva scene minore, inclusiv cele două scene în care micul vagabond este hărțuit de cei doi băieți care vând ziare, unul dintre aceștia a fost interpretat de tânărul Robert Parrish.
În septembrie 1930, Chaplin a filmat timp de șase zile scena iconică de final. Chaplin a afirmat că a fost mulțumit de interpretarea actriței Cherrill în această scenă și că ea a înțeles în cele din urmă ce i se cere. Când a fost întrebat despre stilul său de a regiza, Chaplin a spus că „tot ceea ce fac eu este un dans. Cred în dans, cred și mai mult în «Luminile orașului».”
Din octombrie până în decembrie 1930, Chaplin a editat filmul și a creat inter-titlurile acestuia. Când a terminat producția, filmele mute erau deja, în general, nepopulare. Dar Luminile orașului a fost unul dintre marile succese financiare și artistice ale carierei lui Chaplin și, dintre toate producțiile sale, filmul său favorit. Lui Chaplin i-a plăcut foarte mult scena finală, el a afirmat în acest sens: „În «Luminile orașului» în ultima scenă ... eu nu joc ... aproape apologetică, stă în fața mea și mă uit la ea... Este o scenă frumoasă... frumoasă... și asta pentru că nu este exagerată.”
Cantitatea mare de peliculă utilizată pentru acest film nu era o caracteristică a perioadei sale și a fost un semn al procesului lung de producție (din viitor). Chaplin a filmat 95.785 de metri de peliculă, iar filmul complet a avut 2.467 de metri. Asta înseamnă un raport de 38,8 metri de filmări pentru fiecare metru de film din versiunea finală.

### Muzica
Filmul Luminile orașului are prima coloană sonoră cretă de Chaplin pentru una dintre producțiile sale. În timp ce Chaplin prefera ca filmele sale să aibă un sunet live, până în anii 1930 cele mai multe cinematografe și-au concediat orchestrele. Mulți dintre criticii lui au susținut că Chaplin a preferat acest lucru pentru a avea încasări mai mari. Chaplin, ai cărui părinți și mulți membri ai familiei sale erau muzicieni, era în conflict cu muzicienii profesioniști pe care i-a angajat și și-a asumat rolul de a crea coloana sonoră. A fost scrisă în șase săptămâni cu Arthur Johnston și a inclus peste o sută de repere muzicale. Chaplin i-a spus unui reporter că: „Eu chiar nu am așternut-o pe hârtie, am făcut la-la-la și Arthur Johnson a scris-o și aș dori să-i dați lui credit pentru că a făcut o treabă foarte bună. Este o muzica simplă, știți, în conformitate cu personajul meu. Intenția era să avem o coloană sonoră care să traducă emoțiile personajelor prin melodiile sale”. Muzica filmului a fost înregistrată în cinci zile cu compozitorul Alfred Newman.
Tema principală folosită ca leitmotiv pentru fata oarbă cu flori este piesa „La Violetera” („Who’ll Buy my Violets”) a compozitorului spaniol José Padilla. Chaplin nu a reușit să angajeze interpreta originală, Raquel Meller, în rolul principal, dar a folosit cântecul ei ca o temă majoră. Chaplin a pierdut un proces cu Padilla (care a avut loc la Paris, unde a trăit Padilla) deoarece nu l-a menționat pe generic (cu toate drepturile care rezultă din acest lucru). Unele ediții moderne ale filmului conțin o înregistrare nouă cu Carl Davis.

## Lansare, primire și moștenire

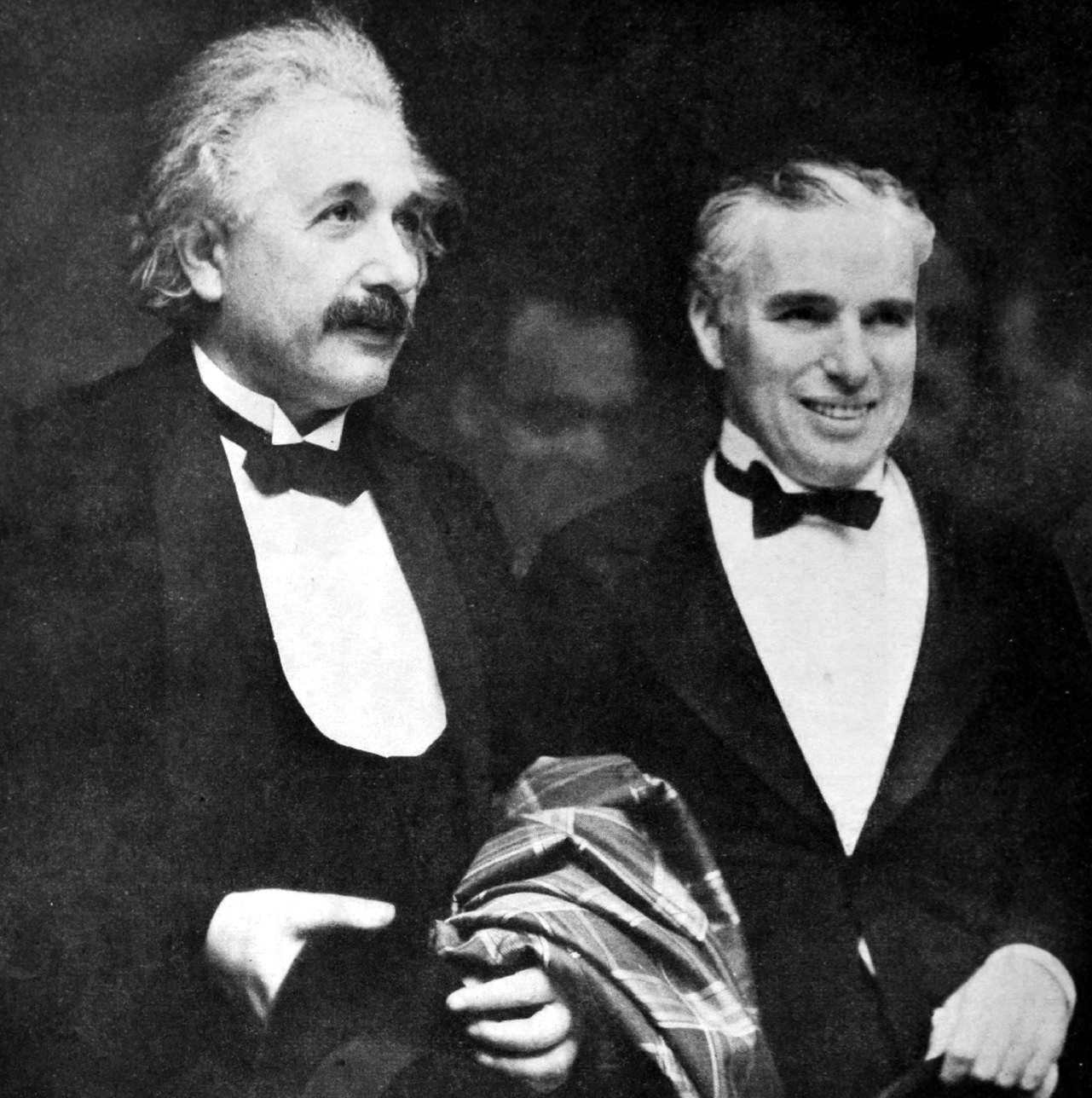
Charlie Chaplin cu Albert Einstein la premiera filmului Luminile orașului

Cu două săptămâni înainte de premieră, Chaplin a decis să organizeze o previzualizare neanunțată a filmului la Tower Theatre din Los Angeles. Lucrurile au mers prost, puțini oameni au venit la film și nu au fost prea interesați. Rezultate mai bune au apărut la gala premierei la Los Angeles Theater din 30 ianuarie 1931. Albert Einstein și soția sa au fost oaspeți de onoare, iar filmul a avut parte de ovații în picioare. Apoi a avut premiera la George M. Cohan Theater din New York, unde Chaplin a supravegheat îndeaproape lansarea, dând toată ziua interviuri și cheltuind anterior 60.000 de dolari americani pentru publicitate, deoarece a fost frustrat de reclama filmului făcută anterior de cei de la United Artists. Chaplin a cerut jumătate din totalul încasărilor și bazându-se pe faptul că publicul ar fi mai atras de filmul în sine decât de tehnologia sa, a cerut prețuri mai mari la bilete în comparație cu cele plătite pentru filmele cu sunet.
Chaplin era nervos cu privire la cum va fi primit filmul său, deoarece filmele mute nu mai erau de actualitate, iar previzualizarea i-a subminat încrederea. Cu toate acestea, Luminile orașului a devenit una dintre cele mai reușite și apreciate lucrări ale lui Chaplin. Ca urmare a succesului său la publicul american, cu un câștig de 2 milioane de dolari americani, din care un sfert de milion în timpul celor 12 săptămâni de proiecții la cinematograful Cohan din New York, Chaplin a participat la un turneu mondial de șaisprezece zile între februarie și martie 1932, începând cu premiera la cinematograful londonez Dominion pe 27 februarie. Filmul a fost primit cu entuziasm de publicul din timpul marii crize economice, câștigând 5 milioane de dolari americani în timpul lansării sale inițiale.
Recenziile au fost în mare parte pozitive. Un critic de film de la Los Angeles Examiner a afirmat că „nu numai că am revăzut [ceva asemănător] primelor sale comedii din perioada filmelor cu două role, dar Charlie ne-a oferit o orgie de râsete.” Reporterul The New York Times, Mordaunt Hall, a considerat că acesta este „un film care a fost realizat cu o artă admirabilă”. Variety a declarat că „nu este cel mai bun film al lui Chaplin” dar cu siguranță câtva secvențe au fost „hilare.” The New Yorker a scris că „este asemănător celorlalte (filme ale lui Chaplin), poate puțin mai bun decât oricare dintre acestea” și că provoacă o impresie „rar întâlnită în filme, o impresie indefinită, cel mai bine descrisă ca o calitate a farmecului.” Pe de altă parte, Alexander Bakshy de la The Nation a fost foarte critic în privința filmului Luminile orașului, obiectând în privința formatului mut și supra-sentimental, descriind-ul ca fiind „cel mai slab [film] al lui Chaplin.”
Popularitatea filmului Luminile orașului a durat, cu o relansare a filmului în 1950 care a beneficiat iarăși de recenzii pozitive din partea criticilor și a publicului. În 1949, criticul James Agee a scris în revista Life despre scena finală că este „cea mai bine jucată scenă care a fost văzută vreodată într-un film.” Richard Meryman a catalogat scena finală ca fiind unul dintre cele mai bune momente din istoria filmului. Charles Silver, expert în cinematografie la Muzeul de Artă Modernă din New York, a declarat ca filmul este atât de apreciat pentru ca a adus un nou nivel romantismului liric care nu a mai apărut în lucrările anterioare ale lui Chaplin.
El adaugă că, asemenea romantismului, se bazează pe negarea lumii reale din jurul lui. Când filmul a avut premiera, Chaplin era mult mai în vârstă, el era în mijlocul unei noi runde de lupte juridice cu fosta sa soție Lita Grey, iar climatul economic și politic al lumii s-a schimbat. Chaplin folosește orbirea fetei pentru a reaminti micului vagabond natura precară a romantismului în lumea reală, în timp ce ea, în necunoștință, îl asalta de nenumărate ori. Criticul Film.com Eric D. Snider a spus că până în 1931, majoritatea producătorilor de filme de la Hollywood fie au îmbrățișat filmele vorbite (resemnați cu inevitabilitatea lor), fie au renunțat să facă filme, dar Chaplin a fost ferm pe poziții în viziunea sa asupra acestui proiect. El a mai remarcat că puține persoane de la Hollywood aveau influența de a face un film mut în aceea perioadă târzie, ca să nu mai vorbim de unul bun. Unul dintre motive a fost că Chaplin știa că micul vagabond nu putea fi adaptat la filmele vorbite și să mai aibă același impact.
Câțiva regizori bine-cunoscuți au lăudat Luminile orașului. Orson Welles a spus că este filmul lui preferat. Într-un interviu din 1963 acordat revistei americane Cinema, Stanley Kubrick a clasificat Luminile orașului pe locul cinci în topul filmelor sale favorite. În 1972 renumitul cineast rus Andrei Tarkovski a plasat Luminile orașului în lista celor zece filme preferate ale sale și a spus despre Chaplin: „El este singura persoană care a intrat în istoria cinematografiei fără nicio urmă de îndoială. Filmele pe care le-a lăsat în urmă nu vor putea niciodată să îmbătrânească.” George Bernard Shaw l-a numit pe Chaplin „singurul geniu care iese din industria cinematografică”. Apreciatul regizor italian Federico Fellini a lăudat filmul, iar filmul său Nopțile Cabiriei (Le notti di Cabiria, 1957) conține referiri către acesta. În documentarul din 2003 Charlie: The Life and Art of Charles Chaplin, Woody Allen a afirmat că este cel mai bun film al lui Chaplin. Se presupune că Allen s-a inspirat în scena de final a filmului său din 1979, Manhattan, din scena finală a filmului Luminile orașului. Biograful lui Chaplin, Jeffrey Vance a făcut un rezumat cu toate cele mai bune critici și toți cei mai importanți regizori care au desemnat filmul Luminile orașului ca fiind filmul lor preferat cu Chaplin de-a lungul deceniilor, în piesa de comentarii audio Criterion Collection realizată pentru film. Vance a scris că printre toate laudele acordate filmului se poate adăuga că „«Luminile orașului» deține și distincția de a fi propriul favorit al lui Chaplin din toate filmele sale.”
Compozitorul de muzică experimentală și criticul de film Michel Chion a scris o analiză a filmului Luminile orașului publicată sub titlul Les Lumières de la ville (traducerea titlului filmului în limba franceză). Slavoj Žižek a folosit filmul ca exemplu primar în eseul său „De ce o scrisoare ajunge mereu la destinație?”.
Costumul original al micului vagabond a fost donat de către Chaplin Muzeului de Istorie Naturală din Comitatul Los Angeles.
Luminile orașului a fost clasat pe locul 17 în lista Cahiers du cinéma a celor mai bune 100 de filme. 
Luminile orașului a fost relansat în dublu format Blu-ray și DVD de către Criterion Collection în 2013, ambele conținând printre altele trailere ale filmului, imagini de arhivă de la producția filmului și un fișier audio de comentarii ale biografului lui Chaplin, Jeffrey Vance. Noul afiș al filmului a fost ilustrat de graficianul canadian Seth.

### Premii și aprecieri
În 1952, revista Sight and Sound a dezvăluit rezultatele primului său sondaj despre „Cele mai bune filme ale tuturor timpurilor”; Luminile orașului a fost votat pe locul 2, după filmul lui Vittorio De Sica, Hoți de biciclete. În 2002, Luminile orașului s-a clasat pe locul 45 pe lista criticilor. În același an, regizorii au fost chestionați separat și au clasat filmul pe locul 19. În anul 1992, Biblioteca Congresului a selectat Luminile orașului pentru conservare în Registrul Național al Filmului din Statele Unite ca fiind „cultural, istoric sau semnificativ din punct de vedere estetic.” În 2007, la a 10-a aniversare a Institutului American de Film a sondajului 100 de ani...100 de filme, filmul a fost desemnat al 11-lea cel mai bun film american din toate timpurile, o îmbunătățire cu 76 de locuri față de lista originală. Institutul American de Film (AFI) a desemnat filmul ca cea mai bună comedie romantică americană în lista sa din 2008 „10 Top 10”. Micul vagabond este pe locul 38 în lista AFI a celor mai buni 50 de eroi și filmul s-a clasat pe locul 38 în lista celor mai amuzante filme, pe locul 10 în lista celor mai bune filme romantice și pe locul 33 în lista celor mai inspiratoare filme.
Filmul este recunoscut de Institutul American de Film în aceste liste:
- 1998: 100 de ani...100 de filme – locul 76[88]
- 2000: AFI's 100 Years...100 Laughs – locul 38[89]
- 2002: AFI's 100 Years...100 Passions – locul 10[90]
- 2003: AFI's 100 Years...100 Heroes & Villains:
  - Micul vagabond – locul 38 pe lista celor mai buni eroi[91]
- 2005: AFI's 100 Years of Film Scores – Nominalizare[92]
- 2006: AFI's 100 Years...100 Cheers – locul 33[93]
- 2007: 100 de ani...100 de filme (a 10-a aniversare) – locul 11[94]
- 2008: AFI's 10 Top 10:
  - Locul 1 - Film romantic de comedie[95]

## Vezi și
- Listă de filme americane de comedie
- Listă de filme de comedie din anii 1930
- Filmografia lui Charlie Chaplin
- Lista filmelor cu cele mai mari încasări
- Listă de filme de comedie romantică
- Listă de filme de dragoste
- Listă de filme străine până în 1989
- Lista Time cu cele mai bune 100 de filme din toate timpurile

## Legături externe
- Luminile orașului la Internet Movie Database
- Luminile orașului la CineMagia
- Luminile orașului la Rotten Tomatoes
- Luminile orașului la TCM Movie Database
- Luminile orașului la Allmovie
- Producția filmului Luminile orașului